# Беданы
Биданы (укр. Бідани) — село, 
Рыбальский сельский совет,
Ахтырский район,
Сумская область,
Украина.
Код КОАТУУ — 5920387503. Население по переписи 2001 года составляет 59 человек.

## Географическое положение
Село Биданы находится на расстоянии в 1,5 км от левого берега реки Грунь.
Примыкает к селу Бандуры, на расстоянии в 1 км находятся сёла Пластюки, Ивахи и Рыбальское.
К селу примыкают небольшие лесные массивы.